# Harrislee-Dorf

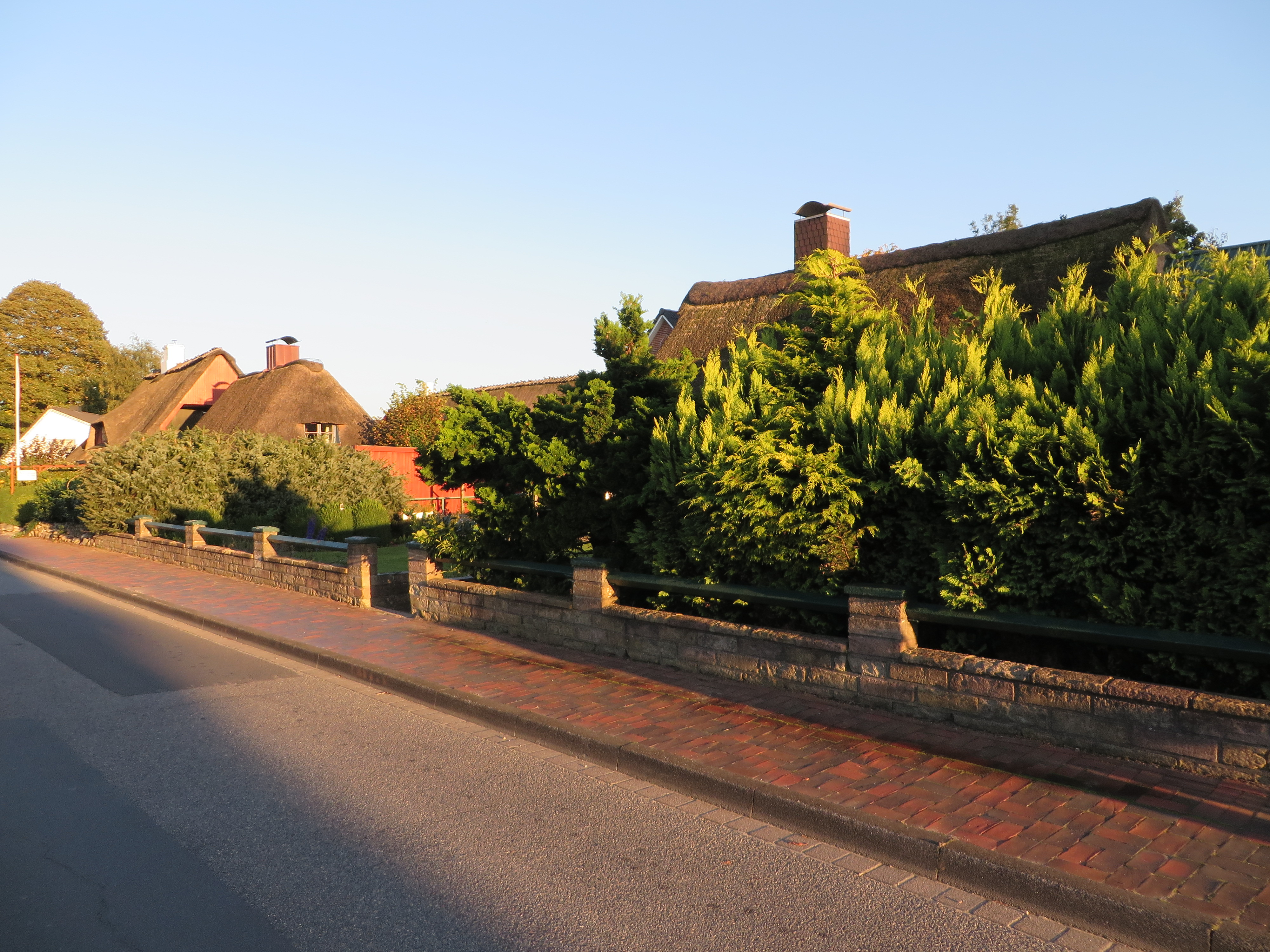
Reetdachhäuser in der Westerstraße 33 (links) bis 39 (Foto 2014)

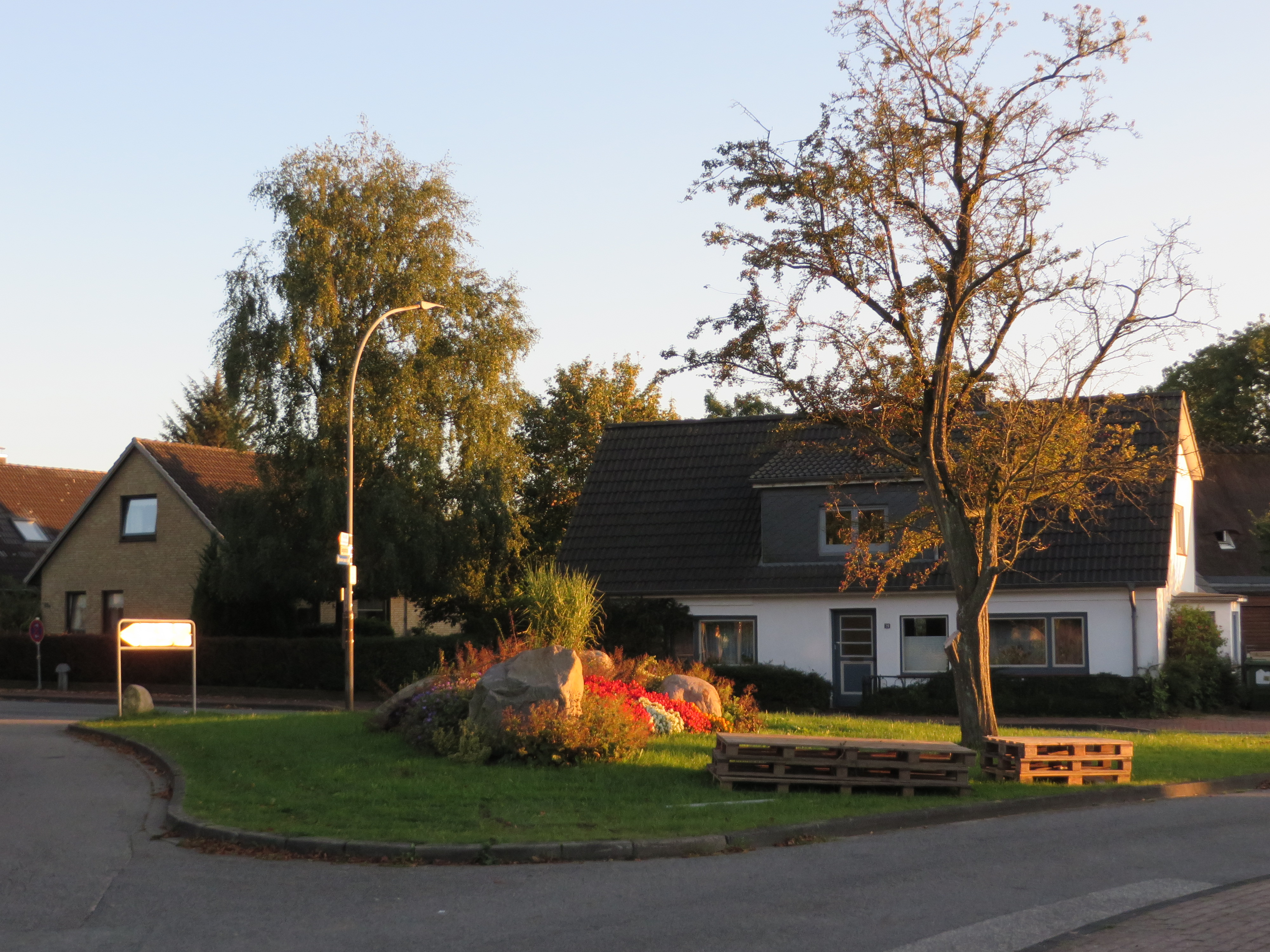
Dreieckiger Platz an der Westerstraße 29 (Foto 2014)

Harrislee-Dorf (auch: Alt-Harrislee) ist ein Ortsteil der Gemeinde Harrislee. Es ist mit dem eigentlichen Ort Harrislee verwachsen und liegt direkt liegt nordwestlich vom Harrisleer Zentrum.

## Hintergrund
Das Dorf Harrislee, das möglicherweise schon vor der ersten Jahrtausendwende entstand, fand mit seinem Namen erstmals im Jahr 1352 in einem Steuerregister des Schleswiger Domkapitels, dem Registrum Capituli Slesvicensis Erwähnung, weshalb das besagte Datum häufig als eigentliches Geburtsjahr von Harrislee genannt wird. Hinsichtlich des Ortsnamens existieren verschiedene Deutungen. Heutzutage wird vermutet, dass er „Háreks Lehen“ oder „Háreks Besitz“ bedeuten könnte, wobei der Personenname „Hárek(r)“ ursprünglich im altnordischen einen „mächtigen Herrscher“ bezeichnete. Eine alte Sage behauptet, dass der Dänenkönig Harald Klak im Jahr 826 in der Gegend des Dorfes eine blutige Schlacht gegen seinen Kontrahenten Ragnar Lodbrok führte und dabei sehr viele seiner Soldaten verlor. Nach der Schlacht sollen die überlebenden Anhänger des Königs sich dort angesiedelt haben und dem Ort den Namen „Haraldslee“ gegeben haben.
1939 lebten in dem im Laufe der Zeit gewachsenen, noch dörflichen Harrislee, ungefähr 2000 Einwohner. In den Jahrzehnten nach dem Zweiten Weltkrieg wuchs die Gemeinde Harrislee, jenseits des ursprünglichen Siedlungskerns, schrittweise auf die heutige Größe heran. Die Keimzelle der heutigen Gemeinde Harrislee, das ursprüngliche Harrislee, erhielt in Folge des Wachstums den Zusatz „Dorf“. Der besagte Ortsteil Harrislee-Dorf, wird heutzutage zwischen dem Petersilienweg, der Westerstraße und Achter de Möhl verortet.

## Besondere Gebäude und Bauwerke

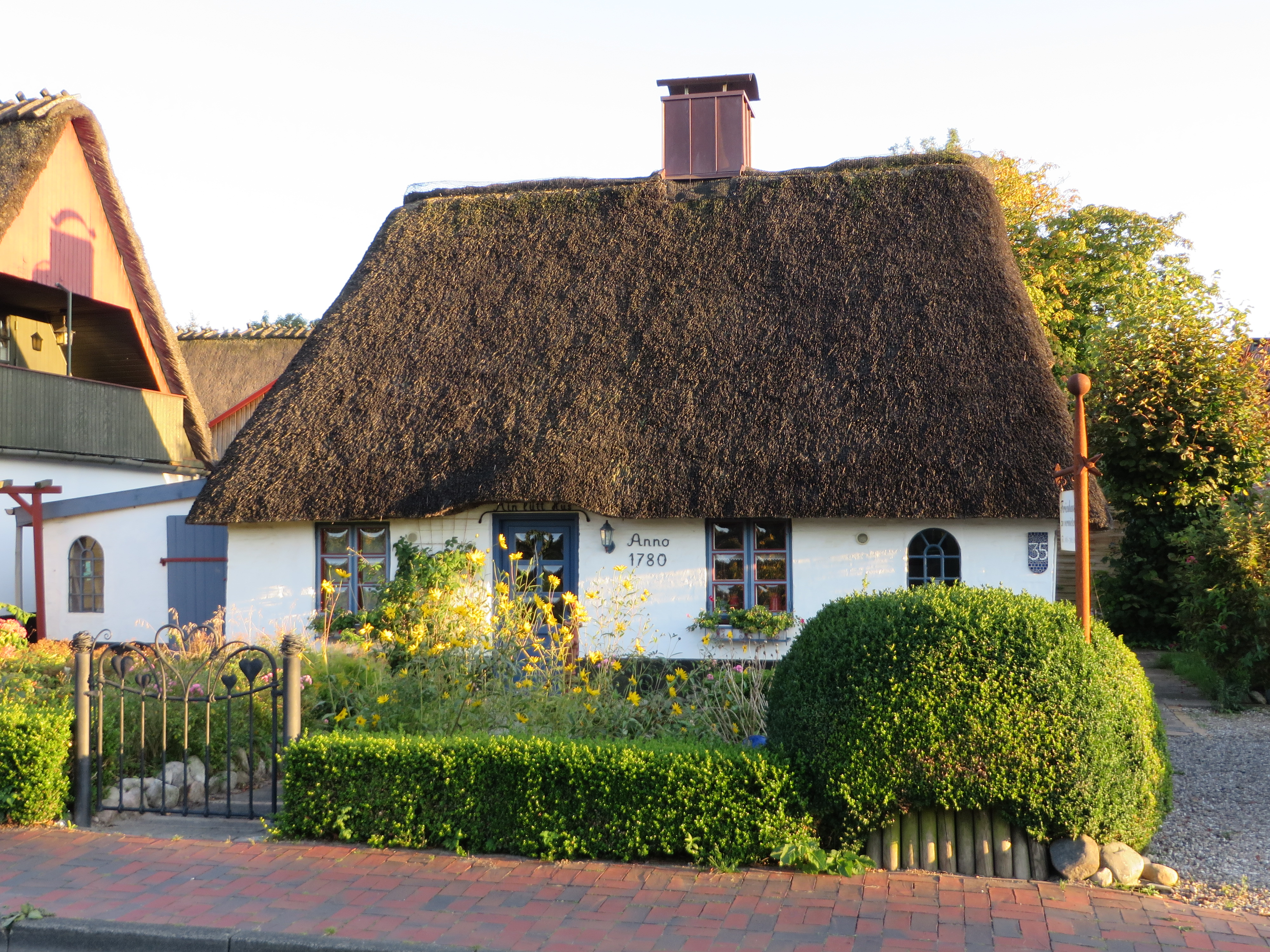
Westerstraße 35, Alte Schule von Harrislee (Foto 2014)

Seit den 1960er wuchs die Gemeinde Harrislee erheblich. Einige größere Bauernhöfe gaben die
Landwirtschaft auf und verkauften ihren Hof mit dem zugehörigen Land, so dass dieses für die wachsende Bevölkerung bebaut werden konnte. Im Zuge dieser Entwicklung verschwanden auch unmittelbar in Harrislee-Dorf gelegene Bauernhöfe, beispielsweise der Hof des Bauern Carsten Schmidt an Westerstraße.
- Alter Holmberg 24: die Ole Möhl[14], in welcher sich eine ursprünglich durch einen Motor betriebene Mühlenanlage befand. Seit Ende der 1990er Jahre wird das Gebäude von der SPD Harrislee, als Kleinkunstbühne, dem sogenannter Kulturschuppen betrieben.[15]
- Alter Holmberg 7: Altes Amtshaus von Harrislee; Vgl. Amthaus[16]
- Westerstraße 25: ein altes Haus, das ungefähr zum Ende des 18. Jahrhunderts errichtet wurde, das durch sein Türmchen-besetzten Eck-Erker aus dem Baubestand optisch hervorsticht.[17]
- Westerstraße 29: Unter dieser Adresse befand sich seit 1929 die Poststelle des Dorfes Harrislee, welche auch für die direkt angrenzenden Harrisleer Siedlungsbereiche zuständig war. Zuvor gehörte Harrislee zum Landzustellbereich des Postamtes Flensburg. Die besagte Poststelle, die anfänglich vom Schneidermeister Heinrich Mathiesen betrieben wurde, blieb bis 1967 in Familienhand. Am 6. Juni 1967 schloss die Poststelle letztlich.
- Dreieckiger Platz an der Westerstraße und Berghofstraße: Der begrünte Platz auf der Höhe Westerstraße 29 markiert ungefähr die optische Dorfmitte
- Westerstraße 32: Hof Peter Schmidt; ein erhaltener Bauernhof (Lage)[18]
- Westerstraße 35, Alte Schule von Harrislee: Seit ungefähr 1736 existierte im Dorf eine Nebenschule von Simondys. Die erhaltene Dorfschule wurde „Anno 1780“ errichtet (Lage).[19] 1832–34 wurden in Harrislee in der Berghofstraße ein neues Schulgebäude sowie ein Lehrerwohnhaus errichtet, weshalb die Schule in der Westerstraße in Folge aufgegeben wurde. Das Reetdachhaus diente im Anschluss als Nachtwächterhaus sowie Arrestlokal (beziehungsweise Dorfgefängnis).[20][21]
- Löschwasserteich in der Westerstraße, neben dem Haus Nummer 43A (Lage)

Die Harreslev danske kirke in der Berghofstraße 10 wurde erst in den 1990er Jahren errichtet. 2015 erhielt bei Harrislee-Dorf im Übrigen eine Straße, die von der Kreuzung Pattburger Bogen/Westerstraße in Richtung Norden zum Petersilienweg führt, den Namen „Bürgermeister-Iversen-Bogen“, nach dem gleichnamigen, erfolgreichen Bürgermeister Harrislees, der von 1962 bis 1993 das Amt ausübte.